# Acalypha nervulosa
Acalypha nervulosa é uma espécie de flor do gênero Acalypha, pertencente à família Euphorbiaceae.